# Sidomulyo (Muara Padang)
Sidomulyo is een bestuurslaag in het regentschap Banyuasin van de provincie Zuid-Sumatra, Indonesië. Sidomulyo telt 2760 inwoners (volkstelling 2010).